# Pilar Villalonga Villalba
Pilar Villalonga Villalba (ur. 22 stycznia 1891 w Walencji zm. 11 grudnia 1936) – błogosławiona Kościoła katolickiego.

## Życiorys
Urodziła się 22 stycznia 1891 roku. Została członkiem Akcji Katolickiej. Gdy doszło do wojny domowej w Hiszpanii poniosła śmierć męczeńską w czasie prześladowań religijnych.
Została beatyfikowana w grupie Józef Aparicio Sanz i 232 towarzyszy przez papieża Jana Pawła II 11 marca 2001 roku. Jej wspomnienie w Martyrologium przypada 11 grudnia.